# Кондратьєв Дмитро Іванович (ЦКК)
Дмитро Іванович Кондратьєв (1890, Російська імперія — ?) — радянський діяч, голова Самарської губернської контрольної комісії ВКП(б), голова Читинської окружної контрольної комісії ВКП(б), член ВЦВК. Член Центральної контрольної комісії ВКП(б) у 1927—1930 роках.

## Життєпис
Закінчив ремісниче училище. Працював токарем на заводі.
До березня 1918 року служив у російській армії, учасник Першої світової війни.
З березня до листопада 1918 року працював робітником.
Член РКП(б) з 1918 року.
У листопаді 1918 року добровольцем вступив до Червоної армії. З листопада 1918 до липня 1920 року — на військово-політичній роботі у РСЧА на фронтах громадянської війни в Росії.
У 1920 році демобілізований із РСЧА, почав працювати на залізниці.
У 1920 — липні 1922 року — слухач Вищих технічних курсів Народного комісаріату шляхів сполучення РРФСР.
З 1922 року — старший токар депо станції Самара Самаро-Златоустівської залізниці.
10 травня 1924 року обраний членом президії Самарської губернської контрольної комісії РКП(б).
У березні 1926 — липні 1927 року — відповідальний секретар Партійної колегії, член президії Самарської губернської контрольної комісії ВКП(б).
У серпні 1927 — червні 1928 року — голова Самарської губернської контрольної комісії ВКП(б) — завідувач Самарського губернського управління робітничо-селянської інспекції.
У 1929—1930 роках — голова Читинської окружної контрольної комісії ВКП(б) — завідувач Читинського окружного управління робітничо-селянської інспекції.
Подальша доля невідома.